# Saint-Bonnet
För andra betydelser, se Saint-Bonnet (olika betydelser).
Saint-Bonnet är en kommun i departementet Charente i regionen Nouvelle-Aquitaine i västra Frankrike. Kommunen ligger i kantonen Barbezieux-Saint-Hilaire som ligger i arrondissementet Cognac. År 2022 hade Saint-Bonnet 407 invånare.

## Befolkningsutveckling
Antalet invånare i kommunen Saint-Bonnet
Referens:INSEE